# Finnbergstunneln

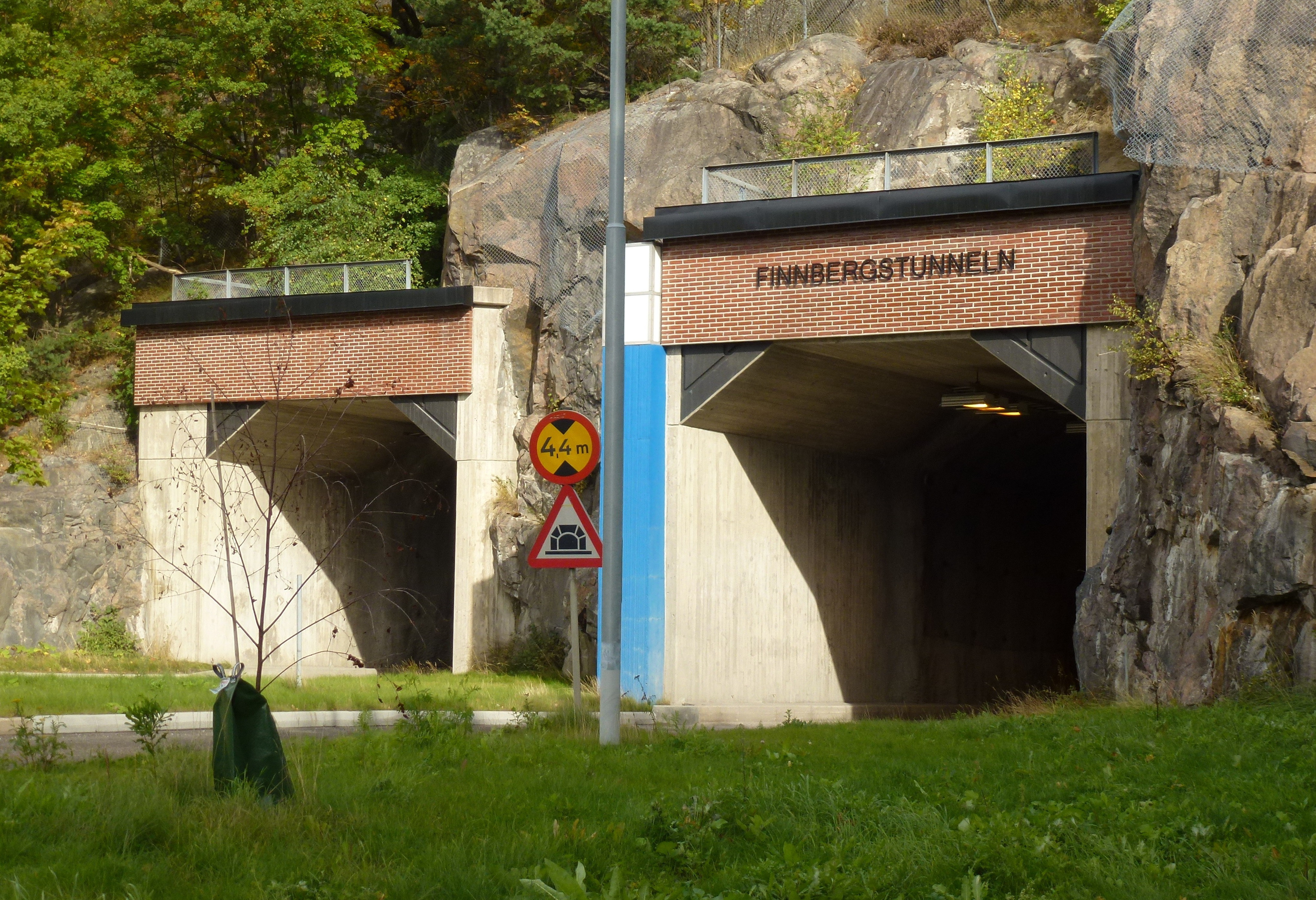
Södra tunnelöppningen, 2013.

Finnbergstunneln är en vägtunnel  genom Finnberget i Nacka kommun. Tunneln är 280 meter lång och byggdes 1971 för  att underlätta gods- och persontransporter till och från Kvarnholmen.

## Bakgrund

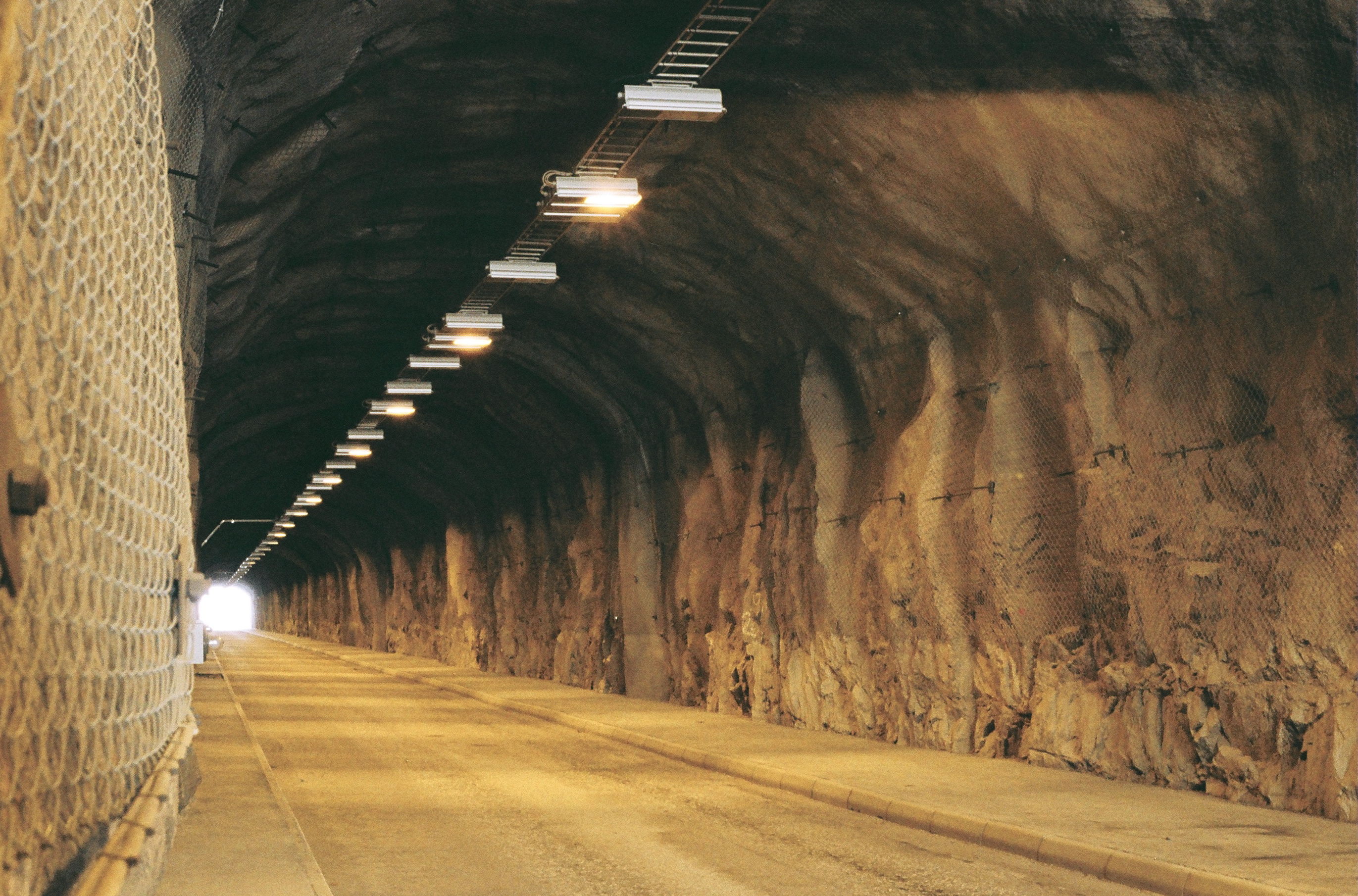
Ett av Finnbergstunnelns tunnelrör, 2011.

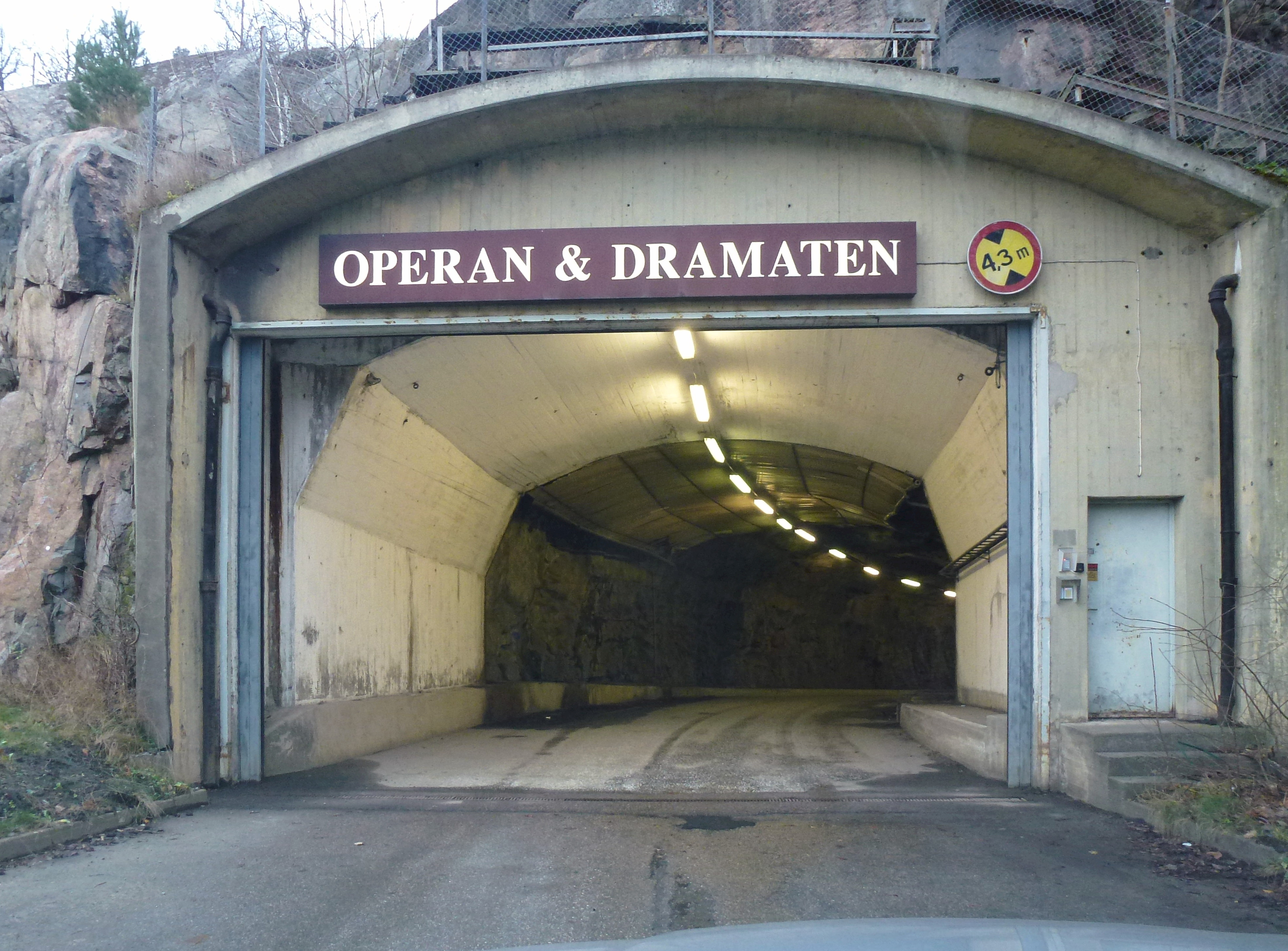
Opera & Dramaten-tunneln, 2014

På Kvarnholmen hade sedan slutet av 1800-talet etablerat sig en omfattande industriverksamhet med Kvarnen Tre Kronor i spetsen. Kvarnholmen var då avskild  från fastlandet av Hästholmssundet och alla transporter fick göras med färja eller pråmar. Holmen erhöll en broförbindelse med fastlandet år 1924, då Kvarnholmsbron invigdes.

## Finnbergstunneln
För att ytterligare underlätta  gods- och persontransporter till och från Kvarnholmen  anlades Finnbergstunneln. Tunneln består av två 280 meter långa tunnelrör med invändig fri höjd av 4,4 meter och förbinder Kvarnholmsvägen vid Finnboda med Mjölnarvägen på Kvarnholmen. Tunneln byggdes på 1970-talet på uppdrag av Kooperativa Förbundet, då också en vägbank över Hästholmssundet anlades. 
År 2010 beslöt Nacka kommun att rusta upp Finnbergstunneln. Upprustningen omfattade bland annat att tunnelöppningarna kläddes med tegelfasader, att insidan skyddades med 8 000 m² bergnät och att ny belysning  installerades. Entreprenaden utfördes mellan åren 2010 och 2013 av Svevia. Byggkostnaden beräknades till 9,7 miljoner kronor.

## Opera & Dramaten-tunneln
Till höger (öster) om Finnbergstunnelns norra mynning finns ytterligare en tunnelmynning som skyltas "Operan & Dramaten". Den sträcker sig i ett eget tunnelrör öster om Finnbergstunneln i en sväng under Finnberget och ner till Operans och Dramatens verkstäder vid Svindersviken. Tunneln är inte tillgänglig för allmänheten och har även en gren till flera bergrum för oljelagring som ligger under Finnberget. I öst finns ytterligare tre infarter till bergrummen direkt nedanför Finnberget.